# گروه ۷ جدول تناوبی
| گروه → | 7      |
| ↓ دوره |        |
| ------ | ------ |
| ۴      | 25 Mn  |
| ۵      | 43 Tc  |
| ۶      | 75 Re  |
| 7      | 107 Bh |

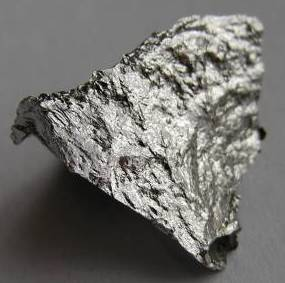
نمونه منگنز از مجموعه عناصر

یک عنصر گروه ۷ یکی از عناصر گروه هفتم جدول تناوبی عناصر می‌باشد که شامل فلزات واسطه منگنز (Mn)، تکنسیوم (Tc)، رنیوم (Re)، و بوهریم (Bh) است.